# Prospect Mesa
Die Prospect Mesa ist ein niedriger Tafelberg im ostantarktischen Viktorialand. In der Olympus Range ragt er unterhalb des Bull-Passes auf der Nordseite des Wright Valley auf.
Die neuseeländischen Geologen Colin George Vucetich (1918–2007) und Wayne W. Topping (* 1947) benannten ihn im Zuge einer von 1969 bis 1970 durchgeführten Kampagne der Victoria University’s Antarctic Expeditions. Namensgebend ist die hier vorherrschende Prospect-Formation des späten Miozän und beginnenden Pliozän.